# Wang Guxiang
Wang Guxiang ou Wang Kou-Siang ou Wang Ku-Hsiang, surnom: Luzhi, nom de pinceau: Youzhi est un peintre chinois du XVIe siècle originaire de Suzhou qui est une ville de la province du Jiangsu à l'est de la Chine. Il est né en 1501 et mort en 1568.

## Biographie
Wang Guxiang est un peintre de fleurs et d'oiseaux, il passe en 1529 les examens triennaux à la capitale et reçoit le grade de jinshi (lettré présenté). Habile dessinateur, il s'arrête de peindre vers le milieu de sa vie, il reste peu d'œuvres de lui. On ne sait pratiquement rien de la vie de ce peintre qui meurt relativement jeune et qui, s'arrêtant de peindre à mi-parcours, consacre de ce fait très peu de temps à une activité picturale.

## Musées
- Cologne (Mus. für Ostasiatische Kunst):
  - Branches de pêcher en fleurs, éventail, signé.
- Shanghai:
  - Bambous et chrysanthèmes, encre sur papier, rouleau en hauteur.
- Taipei (Nat. Palace Mus.):
  - Prunier et narcisse, signé.
  - Haitang et magnolia, peint avec Lu Zhi, signé, inscriptions de trois amis du peintre.
  - Sept peintures sur éventail de différentes fleurs.